# Ferdinand Sichel

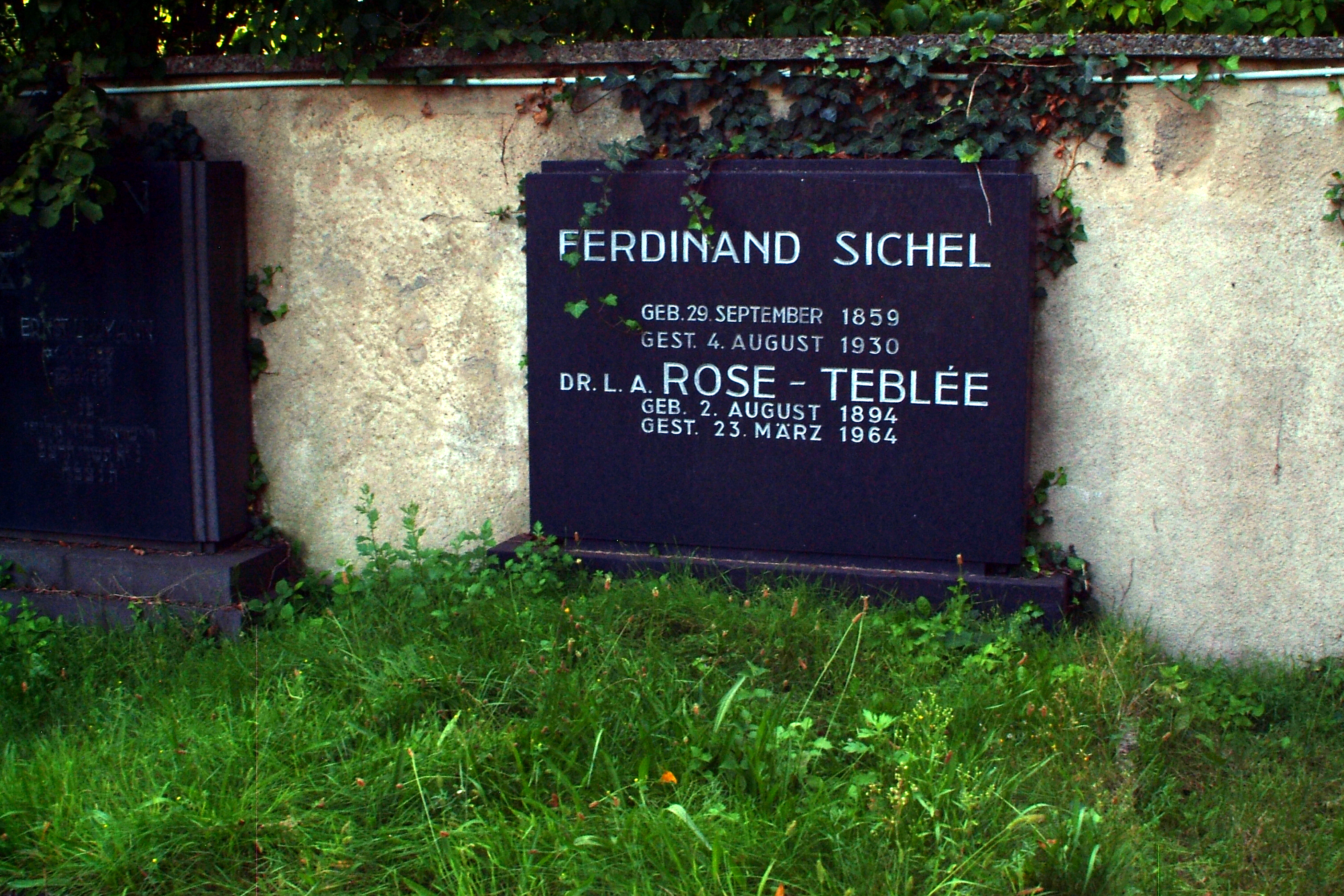
Das Grab von Ferdinand Sichel und L. A. Rose-Teblée auf dem Jüdischen Friedhof Bothfeld

Ferdinand Sichel (* 29. September 1859 in Hannover; † 4. August 1930 ebenda) war ein deutscher Tapeziermeister, Dekorateur und Chemiker aus Hannover.

## Leben und Werk
Im elterlichen Betrieb hatte Ferdinand Sichel die schwierige Herstellung und Handhabung von Kleister und Leim aus tierischen Rohstoffen (Glutinleim) kennengelernt, dem einzigen Material, mit dem damals die Tapeten geklebt und die damals gebräuchlichen Kreideanstriche von Wand- und Deckenflächen erstellt wurden. Der Kleister musste für jeden Gebrauch neu gekocht und danach schnell verbraucht werden, weil er sonst rasch sauer wurde und die Tapeten verfärben konnte. Der Kreideanstrich war noch umständlicher, da zunächst der tierische Leim gekocht und die Flächen mit einer Seifenlösung („Vorseifen“) vorgestrichen werden musste, auf die die Leimfarbe nur warm und daher zügig und möglichst ohne Ansatzstellen aufgebracht werden musste. Während seiner Lehrzeit hatte er bei der „Hannoverschen Schmirgelfabrik“ die Mühsal kennengelernt, die auch auf diesem Gebiet aus dem Einsatz von tierischem Leim als Klebe- und Bindemittel entstand, da er nur heiß aufgelöst und sofort verarbeitet werden musste und kaum wasserbeständig war.
Ferdinand Sichel hatte daraus den Ansporn entwickelt, einfachere Leime zu finden, die er in jahrelangen Versuchen auf der Basis von Pflanzenstärke entwickelte, den Sichel-Malerleim. Im Herbst 1889 gründete er im elterlichen Betrieb in Hannover in der Großen Packhofstraße 39 sein Unternehmen als „Arabinwerk, Chemische Fabrik Hannover“.

## Sichelwerk in Limmer
Die große Nachfrage machte eine Produktionsausweitung erforderlich. Im damaligen Dorf Limmer wurden 1897 neue Produktionsanlagen gebaut und die Firma in „Ferdinand Sichel in Limmer“ umbenannt. Die dort hergestellten beiden neuen Werkstoffe „Sichel-Malerleim M“ und „Sichel-Tapetenkleister SK“ revolutionierten in kurzer Zeit jahrhundertealte umständliche Arbeitsmethoden und verbesserten die Arbeitsergebnisse wesentlich. Die beiden neuen Werkstoffe waren gebrauchsfertig, ließen sich kalt verarbeiten, verdarben nicht und verätzten die Farben nicht. Das Werk expandierte, Nachbarflächen wurden hinzugekauft. 1910 wurde eine völlig neuartige Dampfmaschine mit 320 PS zentral aufgestellt, die über 2 Haupttransmissionswellen bis zu 30 Rührwerke antrieb.
In den Jahren 1913/14 wurde der Stichkanal vom Mittellandkanal zum hannoverschen Industriegebiet in Linden fertiggestellt, der unmittelbar am erweiterten Sichel-Grundstück vorbeiführt. Zusammen mit einem Bahnanschluss verbesserten sich die Transportmöglichkeiten erheblich. Die Sichelwerke wurden in den Folgejahren in Deutschland marktbeherrschend und besaßen 1928 bei Kaltleimen einen Marktanteil von etwa 75 %.
Durch die Werbung für die Sichel-Produkte in Fachzeitschriften wurden weitere Industriebereiche, wie die noch junge papierverarbeitende Industrie und die Zigaretten-Industrie, auf die Klebestoffe aufmerksam und wandten sich mit neuen Klebeproblemen an die Firma Sichel. Sie wurde in den 1920er Jahren ein wichtiger Klebstofflieferant für die Fa. Henkel, deren neues Waschmittel Persil zu der Zeit erfolgreich auf den Markt kam und entsprechenden Bedarf an Klebemitteln für die Verpackungen nach sich zog. Als neuartiger Fußbodenbelag war Linoleum auf dem Vormarsch, der für die zuverlässige und dauerhafte Verlegung neue Klebstoffe erforderte, die von der Fa. Sichel entwickelt und geliefert werden konnten.
Eine Kooperation mit dem Chemiker Dr. Friedrich Supf, die seit dem Ersten Weltkrieg bestand, führte 1931 zunächst zur Eingliederung seines Betriebes, der „Chemischen Fabrik Mahler & Dr. Supf“ in Neubrandenburg und Berlin-Wilmersdorf, in die Sichelwerke. Nach dem Tod von Ferdinand Sichel übernahm Dr. Supf auf Nachfrage der Erben die Firma ab 1936, die damit der Enteignung durch Arisierung entgangen ist.
Die Sichelwerke – weiterhin am Stammareal in Hannover westlich des Stichkanal zwischen dem Lindener Hafen und Mittellandkanal – hatten Anfang der 1960er Jahre eine beachtliche Größe mit einer umfangreichen Produktpalette und rund 700 Mitarbeitern. Andererseits wuchs die Konkurrenz und die Finanzkraft des Unternehmens war gering. Daher kam es zum Beschluss, die Firma an eine leistungsfähige Unternehmensgruppe zu verkaufen, die den Betrieb auch langfristig weiterführen würde.

## Übernahme der Sichelwerke
1962 wurden die Sichelwerke in Hannover vom Unternehmensverbund der Henkel AG & Co. KGaA mit Sitz in Düsseldorf übernommen. Die ehemaligen Sichelwerke sind 2011 auf die Herstellung von Dichtstoffen umgebaut worden, womit der Standort mit 200 Mitarbeitern gesichert wurde, allerdings die Ära der Klebstoffproduktion an diesem Standort enden sollte. Im Jahr 2017 wurden jedoch wieder Pattex sowie Bauprodukte (Ceresit) und Tapetenkleister produziert.

## Ehrungen
- 1979 wurde der Weg westlich des Stichkanal Hannover-Linden entlang des Firmengeländes nach dem Unternehmer in Sichelstraße umbenannt, um an die von ihm gegründeten Sichel-Werke zu erinnern.[5]